# سیدی دیاگن
سیدی دیاگن (انگلیسی: Sidy Diagne؛ زادهٔ ۱۱ ژانویهٔ ۲۰۰۲) بازیکن فوتبال است.
وی همچنین در تیم ملی فوتبال Switzerland U18 بازی کرده‌است.